# إد أو ڭوڭمار
إد أو ڭوڭمار هي قرية أمازيغية مغربية وجماعة قروية وسط غربي المغرب. تنتمي إد أو ڭوڭمار لإقليم تيزنيت على الساحل الأطلسي. تضم هذه الجماعة القروية 8.170 نسمة (إحصاء رسمي 2004).